# 사두 (백제)
사두(沙豆, ?~?)는 백제 아신왕 때의 무장이자, 대성팔족 중의 하나인 사(沙)씨 출신의 귀족이다.

## 생애
398년(아신왕 7) 2월, 진무(眞武)가 병관좌평(兵官佐平)으로 임명됐을 때, 좌장(左將)에 임명되었다. 아신왕대의 무장으로써 좌장을 지낸 것을 볼 때 장군으로써 대고구려전에서 활동했을 가능성이 높다.

## 같이 보기
- 아신왕
- 진무